# Liophryne rubra
Liophryne rubra és una espècie de granota de la família Microhylidae que viu a Papua Nova Guinea.